# Bombardement de l'école Al-Buraq
Le bombardement de l'école Al-Buraq est une frappe aérienne israélienne menée le 9 novembre 2023 contre l'école Al-Buraq situé dans la rue Lababidi, dans le quartier d'Al-Nasr, au nord de la ville de Gaza. Le bâtiment est utilisée par l'Agence des Nations unies pour les réfugiés (UNRWA) en tant qu'abri. Au moins 50 personnes sont tuées dans l'attaque, et de nombreux blessés signalés.

## Événement
Un missile israélien tombent sur l'école Al-Buraq dans la matinée du 9 novembre alors que des milliers de personnes sont abrités dans l'école au moment de l'attaque,.

## Victimes
L'attaque fait au moins 50 morts et blessés. Parmi les morts se trouvent également des enfants. Selon le ministère palestinien de la Santé, des dizaines d'autres personnes ont également été blessées,,.